# Coupe d'Italie de cyclisme sur route 2019
Navigation
Coupe d'Italie 2018 Coupe d'Italie 2020
La Coupe d'Italie de cyclisme sur route 2019 est la 13e édition de la Coupe d'Italie de cyclisme sur route et la troisième sous le nom de Ciclismo Cup. Elle débute le 17 février et se termine le 12 octobre. Pour cette édition, 18 épreuves sont retenues, identiques à celles de l'année précédente.
L'équipe vainqueur du classement par équipes gagne le droit de participer au Tour d'Italie 2020.

## Équipe
Les équipes qui participent sont au nombre de six :
- Androni Giocattoli-Sidermec
- Bahrain-Merida
- Bardiani CSF
- Neri Sottoli-Selle Italia-KTM
- Nippo-Vini Fantini
- UAE Emirates

## Résultats
| #  | Date          | Course                                                 | Cat. | Vainqueur             | Équipe                        | Leader du classement individuel | Leader du classement par équipes |
| -- | ------------- | ------------------------------------------------------ | ---- | --------------------- | ----------------------------- | ------------------------------- | -------------------------------- |
| 1  | 17 février    | Trofeo Laigueglia (2019)                               | 1.HC | Simone Velasco        | Neri Sottoli-Selle Italia-KTM | Simone Velasco                  | Neri Sottoli-Selle Italia-KTM    |
| 2  | 10 mars       | GP de l'industrie et de l'artisanat de Larciano (2019) | 1.HC | Maximilian Schachmann | Bora-Hansgrohe                | Simone Velasco                  | Neri Sottoli-Selle Italia-KTM    |
| 3  | 27-31 mars    | Semaine internationale Coppi et Bartali (2019)         | 2.1  | Lucas Hamilton        | Mitchelton-Scott              | Simone Velasco                  | Neri Sottoli-Selle Italia-KTM    |
| 4  | 3-6 avril     | Tour de Sicile (2019)                                  | 2.1  | Brandon McNulty       | Rally UHC                     | Simone Velasco                  | Neri Sottoli-Selle Italia-KTM    |
| 5  | 22-26 avril   | Tour des Alpes (2019)                                  | 2.HC | Pavel Sivakov         | Sky                           | Fausto Masnada                  | Androni Giocattoli-Sidermec      |
| 6  | 28 avril      | Tour des Apennins (2019)                               | 1.1  | Mattia Cattaneo       | Androni Giocattoli-Sidermec   | Mattia Cattaneo                 | Androni Giocattoli-Sidermec      |
| 7  | 28 juin       | Championnat d'Italie du contre-la-montre               | CN   | Filippo Ganna         | Ineos                         | Mattia Cattaneo                 | Androni Giocattoli-Sidermec      |
| 7  | 30 juin       | Championnat d'Italie de la course en ligne             | CN   | Davide Formolo        | Bora-Hansgrohe                | Mattia Cattaneo                 | Androni Giocattoli-Sidermec      |
| 8  | 23-28 juillet | Adriatica Ionica Race (2019)                           | 2.1  | Mark Padun            | Bahrain-Merida                | Fausto Masnada                  | Androni Giocattoli-Sidermec      |
| 9  | 14 septembre  | Coppa Agostoni (2019)                                  | 1.1  | Aleksandr Riabushenko | UAE Emirates                  | Fausto Masnada                  | Androni Giocattoli-Sidermec      |
| 10 | 15 septembre  | Coppa Bernocchi (2019)                                 | 1.1  | Phil Bauhaus          | Bahrain-Merida                | Fausto Masnada                  | Androni Giocattoli-Sidermec      |
| 11 | 18 septembre  | Tour de Toscane (2019)                                 | 2.1  | Giovanni Visconti     | Neri Sottoli-Selle Italia-KTM | Fausto Masnada                  | Androni Giocattoli-Sidermec      |
| 12 | 19 septembre  | Coppa Sabatini (2019)                                  | 1.1  | Alexey Lutsenko       | Astana                        | Fausto Masnada                  | Androni Giocattoli-Sidermec      |
| 13 | 21 septembre  | Mémorial Marco Pantani (2019)                          | 1.1  | Alexey Lutsenko       | Astana                        | Giovanni Visconti               | Androni Giocattoli-Sidermec      |
| 14 | 22 septembre  | Trophée Matteotti (2019)                               | 1.1  | Matteo Trentin        | Italie                        | Giovanni Visconti               | Androni Giocattoli-Sidermec      |
| 15 | 5 octobre     | Tour d'Émilie (2019)                                   | 1.HC | Primož Roglič         | Jumbo-Visma                   | Giovanni Visconti               | Androni Giocattoli-Sidermec      |
| 16 | 6 octobre     | Grand Prix Bruno Beghelli (2019)                       | 1.HC | Sonny Colbrelli       | Bahrain-Merida                | Giovanni Visconti               | Androni Giocattoli-Sidermec      |
| 17 | 8 octobre     | Trois vallées varésines (2019)                         | 1.HC | Primož Roglič         | Jumbo-Visma                   | Giovanni Visconti               | Androni Giocattoli-Sidermec      |
| 18 | 9 octobre     | Milan-Turin (2019)                                     | 1.HC | Michael Woods         | EF Education First            | Giovanni Visconti               | Androni Giocattoli-Sidermec      |
| 19 | 10 octobre    | Tour du Piémont (2019)                                 | 1.HC | Egan Bernal           | Ineos                         | Giovanni Visconti               | Androni Giocattoli-Sidermec      |

## Classements
| Pos. | Coureur           | Équipe                        | Points |
| ---- | ----------------- | ----------------------------- | ------ |
| 1    | Giovanni Visconti | Neri Sottoli-Selle Italia-KTM | 281    |
| 2    | Fausto Masnada    | Androni Giocattoli-Sidermec   | 197    |
| 3    | Sonny Colbrelli   | Bahrain-Merida                | 193    |
| 4    | Andrea Vendrame   | Androni Giocattoli-Sidermec   | 182    |
| 5    | Mattia Cattaneo   | Androni Giocattoli-Sidermec   | 173    |

| Pos. | Coureur         | Équipe                        | Points |
| ---- | --------------- | ----------------------------- | ------ |
| 1    | Fausto Masnada  | Androni Giocattoli-Sidermec   | 197    |
| 2    | Andrea Vendrame | Androni Giocattoli-Sidermec   | 182    |
| 3    | Simone Velasco  | Neri Sottoli-Selle Italia-KTM | 158    |

### Classement par équipes
| Pos. | Équipe                        | Points |
| ---- | ----------------------------- | ------ |
| 1    | Androni Giocattoli-Sidermec   | 854    |
| 2    | Neri Sottoli-Selle Italia-KTM | 825    |
| 3    | Bahrain-Merida                | 541    |
| 4    | UAE Emirates                  | 317    |
| 5    | Bahrain-Merida                | 301    |
| 6    | Nippo-Vini Fantini            | 261    |